# Johann Christoph Friedrich GutsMuths

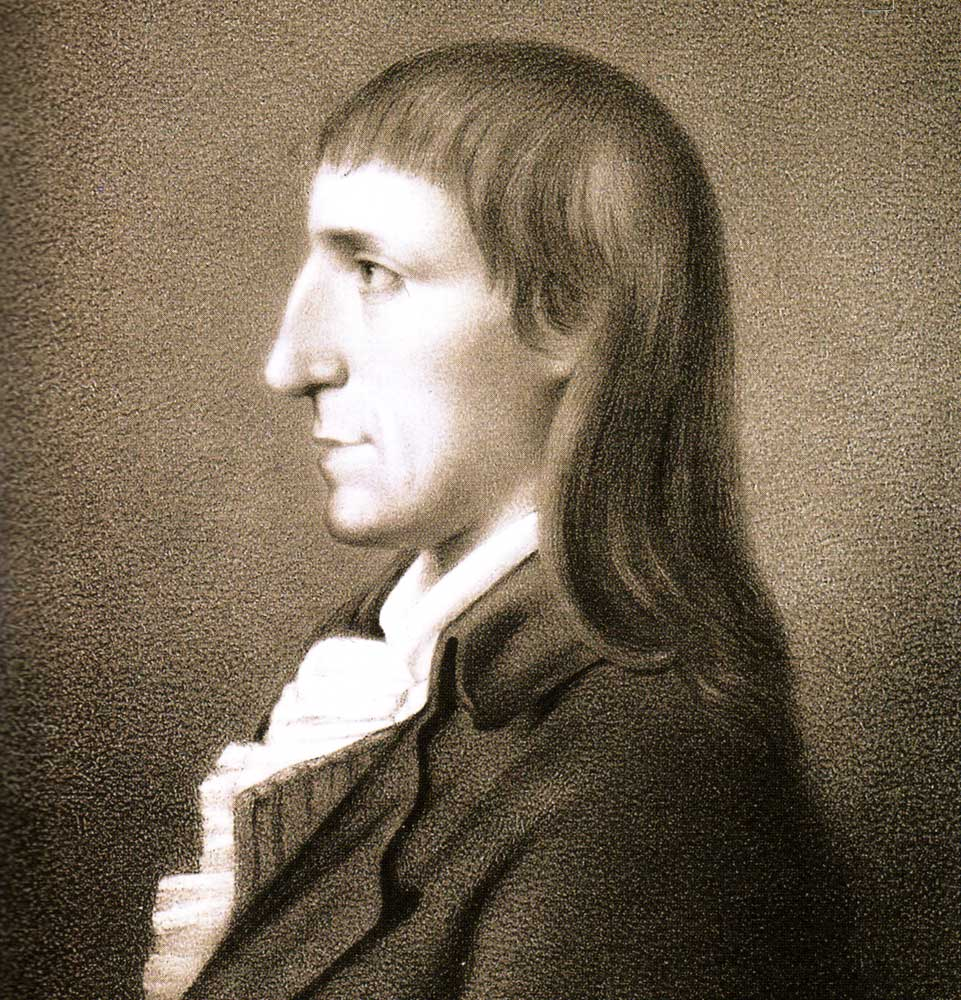
Johann Christoph Friedrich GutsMuths

Johann Christoph Friedrich GutsMuths, auch Guts Muths oder Gutsmuths (* 9. August 1759 in Quedlinburg; † 21. Mai 1839 in Ibenhain bei Waltershausen) war ein deutscher Pädagoge und Mitbegründer des Turnens. Als Johann Christoph Gutsmuths geboren, verwendete er später als Autor die Schreibweise GutsMuths und legte sich den dritten Vornamen Friedrich zu.

## Leben

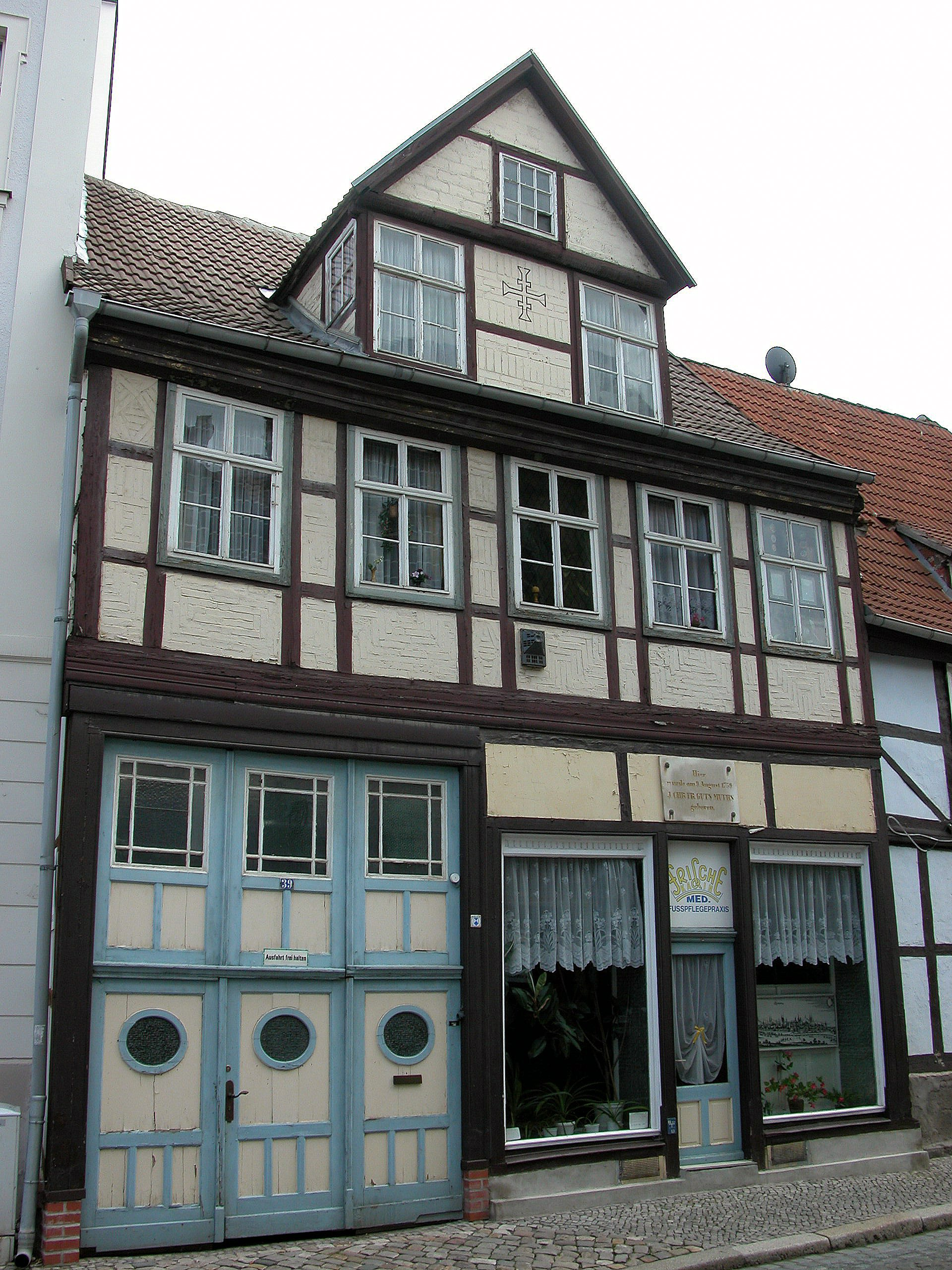
GutsMuths-Geburtshaus in Quedlinburg

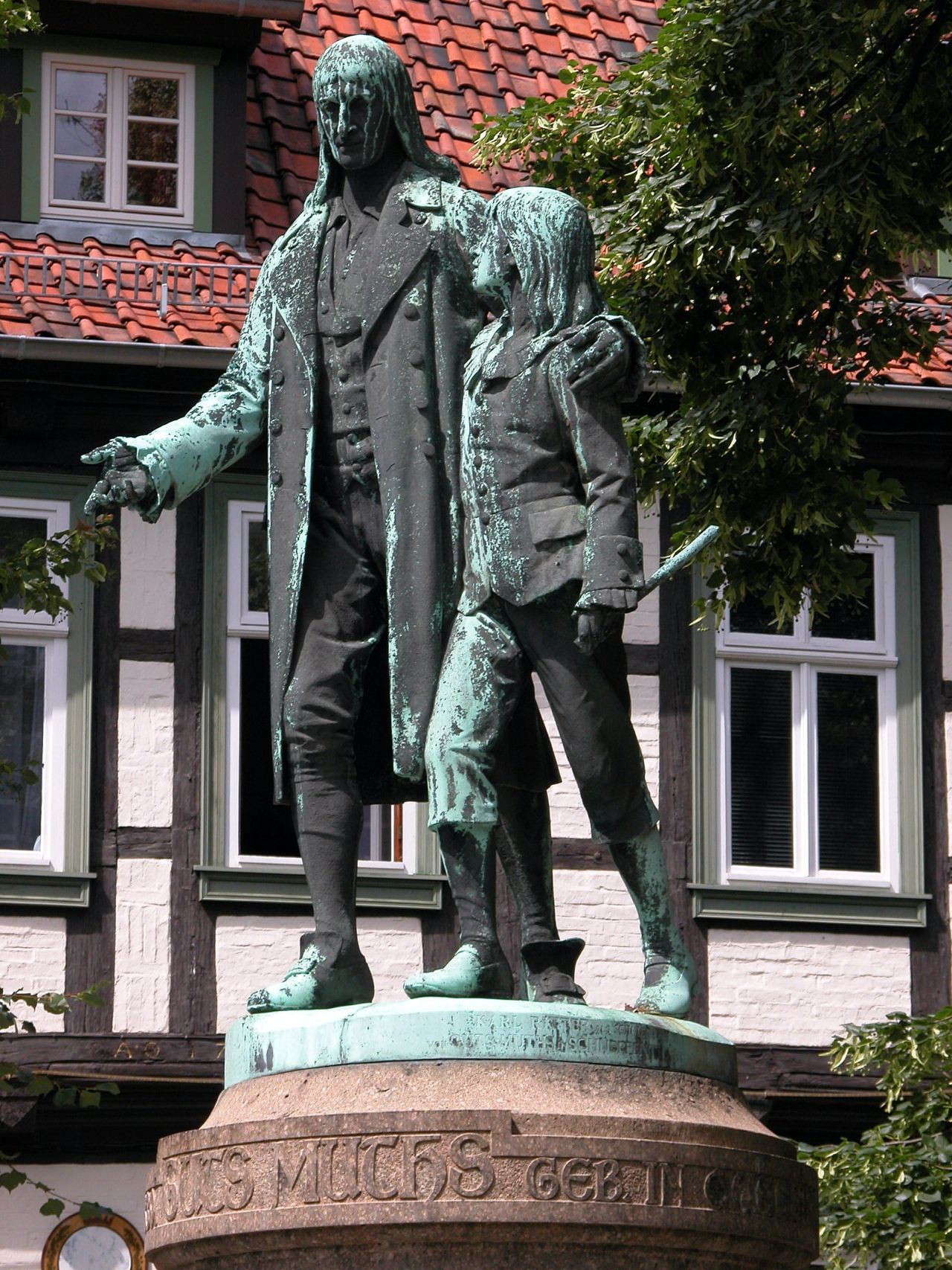
GutsMuths-Denkmal am GutsMuths-Platz unweit seines Geburtshauses in Quedlinburg

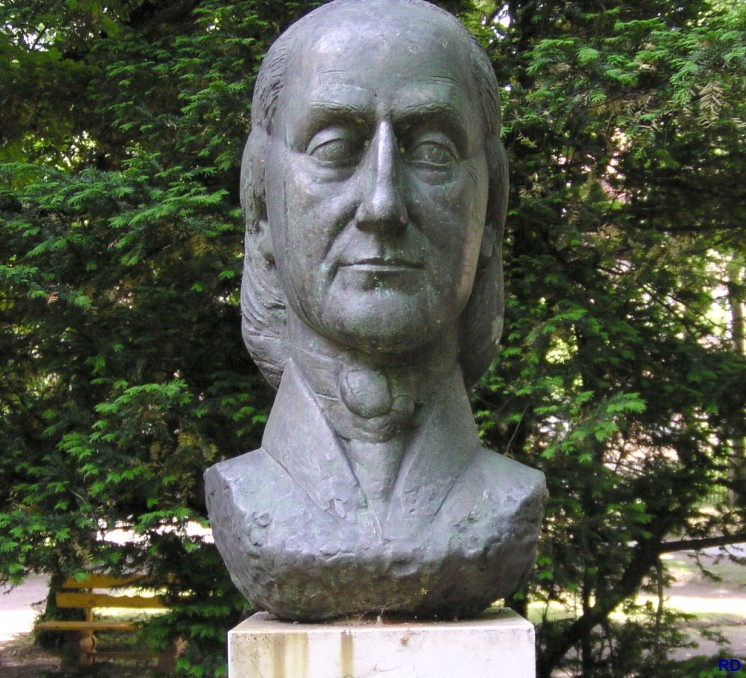
GutsMuths-Denkmal in Schnepfenthal

GutsMuths wurde am 9. August 1759 in Quedlinburg (Geburtshaus Pölle 39) als Sohn eines Rotgerbers geboren. Er besuchte das altsprachliche Gymnasium seiner Heimatstadt und verließ es als Primus. Als GutsMuths 14 Jahre alt war, starb sein Vater, weshalb er neben seinem Gymnasialbesuch eine Hauslehrerstelle bei dem Medikus Friedrich Wilhelm Ritter in Quedlinburg antrat. Er unterrichtete die beiden ältesten Söhne der Familie und konnte damit seinen Schulbesuch finanzieren und die Familie unterstützen. Der früh selbstständige GutsMuths beschäftigte sich dabei mit den Fragen der Pädagogik, wobei er sich vor allem an den Schriften des Aufklärers Jean-Jacques Rousseau und des Pädagogen Johann Bernhard Basedow orientierte.
Mit einem Stipendium des Magistrats seiner Vaterstadt begann GutsMuths mit 20 Jahren ein Studium an der „ersten modernen Universität“ Deutschlands in Halle an der Saale. Dort studierte er von 1779 bis 1782 neben Theologie auch Physik, Mathematik, Philosophie und Geschichte und besuchte Pädagogikvorlesungen des Philanthropen Ernst Christian Trapp. Weiterhin eignete er sich die Sprachen Französisch, Italienisch und Englisch an und arbeitete weiter als Erzieher und Privatlehrer der Familie Ritter. Während dieser Zeit übertrug er sein Interesse zur Erdkunde auf den Ältesten der beiden Söhne Carl Ritter, der später ein namhafter Geograf wurde. Zwischen beiden entstand eine lebenslange, väterliche Freundschaft.
Nach dem Tod Friedrich Wilhelm Ritters 1784 begleitete GutsMuths dessen Söhne in die neueröffnete Erziehungsanstalt in Schnepfenthal. Dort traf er mit Christian Gotthilf Salzmann zusammen, der seine erzieherischen Fähigkeiten erkannte und ihm daraufhin eine Stelle in seiner Einrichtung anbot. GutsMuths wurde 1785 feierlich in sein Amt gehoben und behielt es über ein halbes Jahrhundert lang.
Er unterrichtete vor allem in traditionellen Schulfächern und übernahm 1786 als Laie die Leitung der „Gymnastik“. Er fand dort „ein[en] von Bäumen bestandener[n] Übungsplatz und ein Repertoire nützlicher Fertigkeiten, wie sie am Philanthropinum Dessau unter Basedow entwickelt worden sind“ vor. GutsMuths erkannte darin ein pädagogisches Defizit und begann mit dem praktisch-methodischen Ausbau. Er führte Leibesübungen und Spiele ein, die er mit Wandern, Gartenarbeit und dem Handwerken verknüpfte. Dies sollte später zum festen Bestandteil des schulischen Lebens in Schnepfenthal werden.
Im Jahr 1797 heiratete er die Pfarrerstochter Sophie Eckardt aus Bindersleben bei Erfurt. 1798 zogen die jungen Eheleute nach Ibenhain, ein Nachbardorf Schnepfenthals, und bekamen acht Söhne und drei Töchter. In Ibenhain beschäftigte er sich neben seiner Lehrtätigkeit und im Rahmen seiner großen Familie mit gärtnerischen und handwerklichen Tätigkeiten. Vier Jahre vor seinem Tod beging GutsMuths 1834 noch sein 50-jähriges Amtsjubiläum. Zeitlebens war GutsMuths hochgeehrt für seine vielseitigen Verdienste. Er wurde auf dem Waldfriedhof neben dem ersten deutschen Turnplatz bei Schnepfenthal, an der Seite Christian Gotthilf Salzmanns, beigesetzt.

## Wirken
GutsMuths fand von Beginn seiner Tätigkeit an in Schnepfenthal Gelegenheit, sich neben seinen geographischen Interessen mit pädagogischen Problemen zu beschäftigen. Als er sein Amt antrat, wurde ihm die gymnastische Leitung übergeben. Schon als Christian Gotthilf Salzmann 1784 die Erziehungsanstalt gründete, führte dieser die Leibesübungen, die im Dessauer Philanthropinum von großem Nutzen waren, auch in seiner Erziehungsanstalt ein. Anknüpfend an die von Salzmann nach Schnepfenthal gebrachten Anfänge des Philanthropinums, griff GutsMuths anfangs diese Leibesübungen auf und entwickelte sie weiter. Die Stärken der philanthropischen Reform waren das Erstreben und Erproben neuer entwicklungsgemäßer Methoden. Da GutsMuths selbst ein Philanthrop war, erkannte er, dass es nicht nur die Aufgabe war, gymnastische Inhalte planmäßig zu vermitteln, sondern vor allem, dass die Jugend an die von der Gesellschaft verdrängten Leibesübungen wieder herangeführt werden müsse.
Bevor er die Leitung übernahm, wurden in Schnepfenthal unter anderem folgende, aus dem Dessauer Philanthropin übernommene Leibesübungen praktiziert: „Nach dem Takt gehen; in die Wette laufen; mit Vorsicht in die Höhe oder Weite springen, auf einem schmalen Holz, zum Beispiel über einen Graben gehn; mit ausgestrecktem Arm eins bis mehrere Pfunde tragen; das Spiel mit dem Volanten, dem Ball und Ballon; das Baden im Sommer; und endlich das Voltigieren.“ Nach zwei Jahren Tätigkeit von GutsMuths in der Gymnastik bot sich ein neues Bild. Nun waren folgende Leibesübungen Bestandteil des Gymnastikunterrichts: „Wettlaufen, Voltigieren, Springen über einen Graben, Springen über eine Gerte, die nach belieben erhöht werden kann, forcierte Märsche, Werfen nach dem Ziele, […] Gehen auf dem scharfen Ende eines Brettes, […] Aufheben eines Gewichts mit einem Stabe, […] Schlittschuhlaufen, Schlittenfahren, Skilaufen (1795).“ Bei all diesen Beispielen hat GutsMuths nicht vollkommen neue Übungen erdacht, aber im methodischen Bereich Neues hinzugefügt. Er strebte nach einer wachsenden Vollkommenheit und Steigerung der Leistungen seiner Zöglinge.
In seiner Methode berücksichtigte er die individuellen Voraussetzungen der Schüler. Diese unterschieden sich in ihrer „Konstitution“ und auch im Stand ihrer persönlichen Ausbildung. GutsMuths erkannte, dass eine sorgsame Abstufung des Übungsprozesses erforderlich war. Er schuf damit einen jugendgemäßen, methodisch gestuften Unterricht nach dem Grundsatz der kontrollierten Leistungssteigerung. Auf die Entwicklung der Leibesübungen übte er weltweit einen starken Einfluss aus, indem er die erste systematische, pädagogisch begründete Leibeserziehung entwickelte.
GutsMuths kann als der erste ideale Sportpädagoge angesehen werden, da er selbst unterrichtete und gleichzeitig schreibend darüber reflektierte. Dabei hat er seine Unterrichtspraxis in den Zusammenhang einer komplexen allgemeinen Erziehungstheorie gestellt und durch seine publizistische Tätigkeit einem breiten Publikum zugänglich gemacht.
Die Wirkung, die GutsMuths mit seinen Schriften über Gymnastik und Spiele ausübte, kann kaum überschätzt werden, vor allem für die Theorie und Praxis der Leibesübungen in Schule und Verein. GutsMuths empfahl als Pädagoge und als deutscher Patriot der preußischen Regierung die allgemeine Einführung von Gymnastik- und Turnunterricht an ihren Schulen, auch als eine Maßnahme der Wehrertüchtigung.
Es gelang ihm, das individualistische Leibeserziehungskonzept des Aufklärers Jean-Jacques Rousseau auf die Institution der Schule zu übertragen und damit als erster eine bürgerliche Leibes- und Sporterziehung zu schaffen, die klare Ziele und Zwecke vor Augen hatte. Damals galten noch Selbstkontrolle, die Verlagerung äußerer Zwänge in eine innere, beherrschte Haltung, das individuelle Leistungsprinzip und die Zweckrationalität der Bewegungen als Inbegriff des „Bürgerlichen“.
GutsMuths war eine Erzieherpersönlichkeit von großer Ausstrahlung und Vorbildwirkung. Er hat Friedrich Ludwig Jahn (1778–1852), der 1807 in Schnepfenthal Leibesübungen bei GutsMuths studierte und später als „Turnvater Jahn“ bekannt wurde, als auch die großen zeitgenössischen skandinavischen Leibeserzieher Franz Nachtegall (1777–1847) und Per Henrik Ling (1776–1839) wesentlich beeinflusst.
Schon kurz nach seinem Tode erhielt er den Ruf, „Groß- und Erzvater der deutschen Turnkunst“ zu sein.

## Werke

### Gymnastik für die Jugend
Zu den wichtigsten Werken GutsMuths zählt unter anderem das 1793 verfasste Gymnastik für die Jugend, das ihm den Ruf eines „Klassikers“ einbrachte. Es war das erste Lehrbuch für körperliche Erziehung, in dem Theorie und Praxis vereint wurden. Dafür reflektierte GutsMuths die in Schnepfenthal gelehrte pädagogische Praxis. Er verwarf die Möglichkeit, sein Werk nach Übungszwecken oder gar nach anatomischen Gesichtspunkten zu strukturieren, und entschied sich stattdessen für ein allgemeingültiges System, das einer praxisorientierten Systematik entsprach.
Gymnastik für die Jugend beruht auf dem Grundgedanken, den physischen Verfall der sich modernisierenden Gesellschaft aufzuhalten. Die Idee der körperlichen Bildung und Erziehung sollte in die Schule integriert und das antike Ideal der harmonischen Kräftebildung dem „deutschen Zwecke“ angeglichen werden. Die Erkenntnisse der zeitgenössischen Ärzte spielten dabei für ihn eine große Rolle. Er sammelte physiologisch-diätische Kenntnisse seiner Zeit und schuf daraus ein wissenschaftliches System der Gymnastik.
Das Werk erfuhr hohe Resonanz und wurde weltweit in viele andere Sprachen übersetzt und bis zum Jahre 1893 immer wieder neu aufgelegt und plagiiert. Vor allem in Dänemark und Schweden leistete dieses Buch einen wichtigen Beitrag zur Ausdifferenzierung des Sports als eigenständiges soziales System. Da er von den verschiedensten Begründungen und Herleitungen seiner Gymnastik ausging (militärisch, gesundheitlich, pädagogisch), kann er auch als ein Vorläufer der heutigen Multiperspektivität des Sportunterrichts angesehen werden.
Die zweite Auflage des Buches Gymnastik für die Jugend von 1804 trug den Untertitel Ein Beytrag zur nötigen Verbesserung der körperlichen Erziehung. Dabei zeigte sich, dass GutsMuths dem Zeitgeist der Französischen Revolution und der napoleonischen Fremdherrschaft folgte und sich von einem kosmopolitischen Menschenerzieher, Weltbürger und Aufklärer zum deutschen Nationalerzieher wandelte. Er übergab die Neufassung des Werkes dem preußischen Staatsminister von Massow mit der Versicherung, dass seine Gymnastik auch für die unteren Volksklassen bestimmt sei und dazu beitrage, den „Körper zum Dienst des Staates“ zu verwenden. Er nahm in diese Auflage von 1804 Übungen auf, die soldatische Gewehrgriffe und Marschübungen zeigten.

### Turnbuch für die Söhne des Vaterlandes
Entsprechend dem durch Friedrich Ludwig Jahns Deutsche Turnkunst populär werdenden Gedanken der Wehrertüchtigung schrieb GutsMuths das prägende Werk Turnbuch für die Söhne des Vaterlandes. Ein Auszug aus diesem Buch war der Katechismus der Turnkunst. In diesem Werk überführte Gutsmuths seine Gymnastik in ein vaterländisch-soldatisches Turnen. Dabei ging zugunsten der allgemeinen Wehrerziehung die individuelle und rein erzieherische Gymnastik unter.

### Sonstige
Seit 1800 war er der Herausgeber der Zeitschrift Bibliothek der Pädagogischen Literatur, die unter verschiedenen Titeln erschien. Unter anderem hieß sie seit 1808 Neue Bibliothek für Pädagogik, Schulwesen und die gesamte neueste pädagogische Literatur Deutschlands. Von 1800 bis 1819 erschienen insgesamt 53 Bände unter GutsMuths Leitung.
Zudem schrieb GutsMuths das Buch Spiele zur Übung und Erholung des Körpers und Geistes (1796), in dem sich die erste bekannte Beschreibung der Regeln des Baseball findet sowie sein Kleines Lehrbuch der Schwimmkunst (1798).
- Spiele zur Übung und Erholung des Körpers und Geistes für die Jugend, ihre Erzieher und alle Freunde unschuldiger Jugendfreuden (1796) (Digitalisat)
- Mechanische Nebenbeschäftigungen für Jünglinge und Männer (1801)
- Elementarbuch für Stadt- und Landschulen (1813)
- Handbuch der Geographie (1810)
- Versuch einer Methodik des geographischen Unterrichts (1835)
- Deutsches Land und Deutsches Volk (1820–1832)
  - mit Johann Adolph Jacobi: Deutsches Land und Deutsches Volk. Ersten Bandes Dritter Theil. Verlag von Johann Friedrich Leich, Leipzig 1828 Digitalisat
- mit H.J.C. Beutler: Allgemeines Sachregister über die wichtigsten deutschen Zeit- und Wochenschriften. Leipzig 1790.
- Spiele zur Übung und Erholung des Körpers und Geistes. Buchhandlung der Erziehungsanstalt, Schnepfenthal 1796 (Digitalisat und Volltext im Deutschen Textarchiv).
- Meine Reise im deutschen Vaterlande. Lissa/Breslau/Hirschberg 1799 (Digitalisat).
- Gymnastik für die Jugend / ein beytrag zur nöthigsten verbesserung der körperlichen Erziehung von Gutsmuths, Schnepfental, 1793; doi:10.3931/e-rara-79792 (Digitalisat auf e-rara).
- Gymnastik für die Jugend (nach der Originalausgabe 1793 von Johann Christoph Friedrich Guts Muths). Wilh. Limperth, Dresden 1928.
- Beschreibung der südamerikanischen Staaten in: Vollständiges Handbuch der neuesten Erdbeschreibung. Band 19 und 20; Leipzig 1827–1830.

Sowie unter unterschiedlichen Namen Autor eines Lehrbuchs für Schach, z. B.
- C. G. F. von Düben (Hg.): Ad. Jul. Theod. Filding’s Anleitung das Schachspiel gründlich zu erlernen. 3. Auflage. Berlin : C. G. Flittner'sche Verlags-Buchhandlung 1818

## Ehrungen
Die höchste staatliche Auszeichnung der DDR für wissenschaftliche Leistungen auf dem Gebiet der Sportwissenschaft und Sportmedizin, der GutsMuths-Preis, wurde nach J. C. F. GutsMuths benannt.
In Quedlinburg gibt es das GutsMuths-Gymnasium und in Großräschen die GutsMuts-Grundschule (seit 2003). Außerdem benannte die Stadt Quedlinburg die GutsMuths-Sporthalle, ein Fußballstadion, eine Straße sowie einen Platz nach ihm. Der hier ansässige Leichtathletikverein trägt den Namen TSG GutsMuths 1860 e. V.
Ebenfalls nach ihm benannt wurde der größte Landschaftslauf Mitteleuropas, der GutsMuths-Rennsteiglauf im Thüringer Wald.
Außerdem gibt es in Jena den SV GutsMuths Jena und das Sportgymnasium Johann Chr. Fr. GutsMuths, das mit dem FC Carl Zeiss Jena, dem TuS Jena, dem FSC Jena und dem USV Jena eng zusammenarbeitet.
Verschiedene Straßen sind nach ihm benannt, jedoch mit teils unterschiedlichen Schreibweisen:
GutsMuthsstraße in Waltershausen (am GutsMuths-Wohnhaus im einstigen Dorf Ibenhain, heute Wohnviertel der Stadt im Landkreis Gotha)
- Gutsmuthsstraße in Berlin-Steglitz (am Titania-Palast)[8],
- Gutsmuthsweg in Hamburg-Rothenburgsort, seit 1936 im Bereich des Olympiastadions (Berlin-Westend),[9]
- Guts-Muths-Straße in Hannover und Dresden-Trachau,
- Guts-Muths-Weg in Stuttgart-Degerloch (am Stadion der Stuttgarter Kickers), in Essen-Bergerhausen und in Köln (Nähe RheinEnergieStadion / Deutsche Sporthochschule),
- GutsMuths-Straße in Quedlinburg,
- GutsMuthsplatz in Sömmerda,
- GutsMuthsstraße in Leipzig und Brandenburg an der Havel sowie die GutsMuths-Halle auf dem Universitätsgelände Leipzig,
- TSV GutsMuths Bühren 1907 e. V.[10]
- In Magdeburg gibt es einen GutsMuths-Weg sowie ein GutsMuths-Stadion.

In Berlin-Moabit gibt es ihm zu Ehren einen TSV GutsMuths 1861 e. V. Im Berliner Bezirk Mitte befindet sich die GutsMuths-Grundschule.
Am Wohnhaus von GutsMuths in Ibenhain (Waltershausen) – neben der kleinen ehemaligen Dorfkirche – brachte die Deutsche Turnerschaft 1861 eine Gedenktafel aus Gusseisen an. Diese wurde 2009 restauriert und ausgestellt in der GutsMuths-Gedächtnishalle Schnepfenthal.
Waltershausen beging am 9. August 2009 zu Ehren des 250. Geburtstags von GutsMuths einen Thüringer Festakt im Ortsteil Schnepfenthal mit Wandern, Festgottesdienst, Volksfest und Einweihungsfeier der neuen GutsMuths-Gedächtnishalle mit Zöglingshain und TERRA GYMNASTICA – Tafeln zu GutsMuths und Zöglingen der Salzmannschule, Bäume aus allen Erdteilen sowie neuen-alten Sportgeräten. Das multifunktionale Haus ist vorrangig dem Sport und Ausstellungen vorbehalten.